# Gli esiliati di Ragnarok
Gli esiliati di Ragnarok (The Survivors) è un romanzo di fantascienza di Tom Godwin del 1958; è stato pubblicato per la prima volta in Italia nel  1960 con il titolo I superstiti di Ragnarok.
È un'epopea di quattromila coloni terrestri abbandonati sul freddo e ostile pianeta Ragnarok.
Il seguito è costituito dal romanzo I reietti dello spazio (The Space Barbarians, 1964).

## Storia editoriale
Tom Godwin è ritornato alla ribalta in Italia già nel 2007, con la pubblicazione da parte della Delos Books del romanzo The Space Barbarians, tradotto con il titolo “I reietti dello spazio”; si tratta di una ideale prosecuzione del primo romanzo The Survivors, la cui data di prima pubblicazione fu il 1958, presso la Gnome Press (costava allora  3.00$). Poi, nel 1960, fu riedito  con il nome di Space Prison da parte della casa editrice Pyramid Books.
In Italia fu pubblicato dalla Mondadori nella sua celebre collana di fantascienza Urania nel numero 229 l'8 maggio 1960 con il titolo I superstiti di Ragnarok, e fu ristampato nel numero 711 del 5 dicembre 1976. 
In quegli anni  sessanta la curatela era affidata a Giorgio Monicelli, che tra l'altro era anche cugino dell'editore Arnoldo Mondatori, che si vociferava avesse una notevole passione per la fantascienza d'oltreoceano. Il volumetto si presentava nel classico formato pulp di allora, con pagine semplicemente incollate con costolatura rossa e quadrato nero in alto a sinistra con la scritta "Urania, la più famosa collana di fantascienza"; era impaginato a due colonne e con illustrazioni sia in copertina che all'interno ad opera di Carlo Jacono. Costava ben 150 lire per 128 pagine in tutto. La  traduzione era di Manola Stanchi.
Nella nuova collana Urania Collezione al numero 61  di febbraio 2008, la Mondatori, ora sotto la direzione di Giuseppe Lippi, ha riproposto in un unico volume dal titolo Ragnarok, sia la riedizione di Survivors sia di ‘'The Space Barbarians'’, tradotti da Viviana Viviani e Annarita Guarnirei rispettivamente come Gli esiliati di Ragnarok e I reietti dello spazio.

## Edizioni
- Tom Godwin, The Survivors, Gnome Press, 1958.
- Tom Godwin, Space Prison, Pyramid Books, 1960.
- Tom Godwin, I superstiti di Ragnarok, traduzione di Manola Stanchi, collana Urania n° 229, Arnoldo Mondadori Editore, 8 maggio 1960.
- Tom Godwin, I superstiti di Ragnarok, traduzione di Manola Stanchi, collana Urania n° 711, Arnoldo Mondadori Editore, 5 dicembre 1976.
- Tom Godwin, Gli esiliati di Ragnarok, collana Odissea Fantascienza n° 9, Delos Books, maggio 2006, ISBN 978-88-89096-40-6, ..
- Tom Godwin, Ragnarok, traduzione di Viviana Viviani e Annarita Guarnieri, collana Urania Collezione n° 61, Arnoldo Mondadori Editore, febbraio 2008, ISSN 172-1642-76 (WC · ACNP), ..